# إم. إس. درو
إم. إس. درو هو سياسي أمريكي، ولد في 9 يناير 1827 في ماتشياس في الولايات المتحدة، وتوفي في 8 أغسطس 1908 في سياتل في الولايات المتحدة. انتخب عضو مجلس نواب واشنطن ‏.